# غزل غزل‌های سلیمان
غزل غزل‌ها یا نشیدالأنشاد (عبری:שיר השירים شِر هاشِریم به معنی «بزرگ‌ترین غزل‌ها») یکی از بخش‌های تنخ عبری و عهد عتیق در کتاب مقدس است. نویسندگی کتاب به سلیمان پسر داوود نسبت داده شده‌است. در این کتاب چندین اشاره به سلیمان و چند اشاره به داوود پادشاه آمده‌است. تاریخ نگارش غزل غزل‌ها را قرن دهم قبل از میلاد و در زمان سلطنت سلیمان دانسته‌اند.
غزل غزل‌ها، شعری بی‌همتا در تجلیل عشق زمینی است . شعر از زبان عاشق و معشوق است که از عشق و علاقه به یکدیگر و لذت شهوانی نزدیکی با هم سخن می‌گویند. در شعر، «دختران اورشلیم» گروهی هستند که شاهد عشق بازی دو عاشق اند و حضور آن‌ها در ساختار شعر به نحوی است که به خواننده کمک می‌کند که خود را حاضر در کنار دو عاشق ببیند . در سنت یهودی، غزل غزل‌ها به عنوان تمثیلی از رابطهٔ بین خدا (به عنوان مرد داستان) و قوم بنی اسرائیل (به عنوان زن داستان) تفسیر می‌شود. . در سنت مسیحی، این شعر به عنوان تمثیلی از رابطهٔ عیسی مسیح با عروسش، کلیسای مسحیت، تفسیر می‌شود . جدای از تفاسیر مذهبی، غزل غزل‌ها در معنای ظاهری‌اش به عنوان شعری عاشقانه بین زن و مرد تحسین شده‌است.
مورخ و ربی یهودی Shaye J. D. Cohen انتساب اشعار به سلیمان را رد می کند. و می گوید برخی ربیها اولیه از قرار گرفتن این اشعار در قانون ناراضی بودند.